# 今池町 (堺市)
今池町（いまいけちょう）は、大阪府堺市堺区にある地名。2020年現在の行政地名は今池町一丁から今池町六丁。住居表示は実施済み。

## 地理
堺区の北部に位置する。東は浅香山町、南は北田出井町・田出井町、西は南清水町・錦綾町・北庄町、北は香ヶ丘町。西から順に二丁～六丁、二丁の南に一丁がある。

## 歴史

### 沿革
1950年（昭和25年）から一 - 六丁がある。
- 1922年（大正11年）、堺市向井町大字北庄の一部より成立。
- 一部が、1932年（昭和7年）向陽町に、1939年（昭和14年）北清水町一 - 三丁・南清水町一 - 三丁・錦綾町一 - 三丁・北庄町一 - 三丁になる。
- 1950年（昭和25年）、浅香山町・田出井町・北田出井町一 - 三丁・南庄町一 - 二丁の各一部を編入、一部が香ケ丘町一 - 五丁になる。一 - 六丁を編成[6]。
- 1965年（昭和40年）7月1日 今池町三丁の一部を今池町一丁に編入。
- 2006年（平成18年）、堺市が政令指定都市に移行し、行政区を設置。今池町は堺区の所属となる。

## 世帯数と人口
2024年（令和6年）3月31日現在の世帯数と人口は以下の通りである。
| 丁         | 世帯数    | 人口    |
| ---------- | --------- | ------- |
| 今池町一丁 | 326世帯   | 584人   |
| 今池町二丁 | 317世帯   | 609人   |
| 今池町三丁 | 242世帯   | 338人   |
| 今池町四丁 | 378世帯   | 691人   |
| 今池町五丁 | 68世帯    | 169人   |
| 今池町六丁 | 503世帯   | 1,059人 |
| 計         | 1,834世帯 | 3,450人 |

### 人口の変遷
国勢調査による人口の推移。
| 1995年（平成7年）  | 4,405人 | [ 7 ]  |  |
| 2000年（平成12年） | 4,266人 | [ 8 ]  |  |
| 2005年（平成17年） | 3,983人 | [ 9 ]  |  |
| 2010年（平成22年） | 4,037人 | [ 10 ] |  |
| 2015年（平成27年） | 3,977人 | [ 11 ] |  |
| 2020年（令和2年）  | 3,891人 | [ 12 ] |  |

### 世帯数の変遷
国勢調査による世帯数の推移。
| 1995年（平成7年）  | 1,389世帯 | [ 7 ]  |  |
| 2000年（平成12年） | 1,393世帯 | [ 8 ]  |  |
| 2005年（平成17年） | 1,359世帯 | [ 9 ]  |  |
| 2010年（平成22年） | 1,384世帯 | [ 10 ] |  |
| 2015年（平成27年） | 1,443世帯 | [ 11 ] |  |
| 2020年（令和2年）  | 1,503世帯 | [ 12 ] |  |

## 学区
市立小・中学校に通う場合、学区は以下の通りとなる。
| 丁         | 番地 | 小学校             | 中学校             |
| ---------- | ---- | ------------------ | ------------------ |
| 今池町一丁 | 全域 | 堺市立浅香山小学校 | 堺市立浅香山中学校 |
| 今池町二丁 | 全域 | 堺市立浅香山小学校 | 堺市立浅香山中学校 |
| 今池町三丁 | 全域 | 堺市立浅香山小学校 | 堺市立浅香山中学校 |
| 今池町四丁 | 全域 | 堺市立浅香山小学校 | 堺市立浅香山中学校 |
| 今池町五丁 | 全域 | 堺市立浅香山小学校 | 堺市立浅香山中学校 |
| 今池町六丁 | 全域 | 堺市立浅香山小学校 | 堺市立浅香山中学校 |

## 事業所
2021年（令和3年）現在の経済センサス調査による事業所数と従業員数は以下の通りである。
| 丁         | 事業所数 | 従業員数 |
| ---------- | -------- | -------- |
| 今池町一丁 | 8事業所  | 190人    |
| 今池町二丁 | 19事業所 | 138人    |
| 今池町三丁 | 12事業所 | 1,199人  |
| 今池町四丁 | 15事業所 | 223人    |
| 今池町五丁 | 10事業所 | 149人    |
| 今池町六丁 | 14事業所 | 107人    |
| 計         | 78事業所 | 2,006人  |

## 交通

### バス
- 南海バス[15]
  - 9・9C系統：香ヶ丘、愛泉学園前

### 道路
- 大阪府道187号大堀堺線

## 施設
- 浅香山病院
- 堺市立浅香山中学校
- 堺市立浅香山小学校
- 堺警察署今池交番

## 史跡
- 浅香山遺跡

## 郵便
- 郵便番号：590-0018[3]（集配局：堺郵便局[16]）。

## ギャラリー

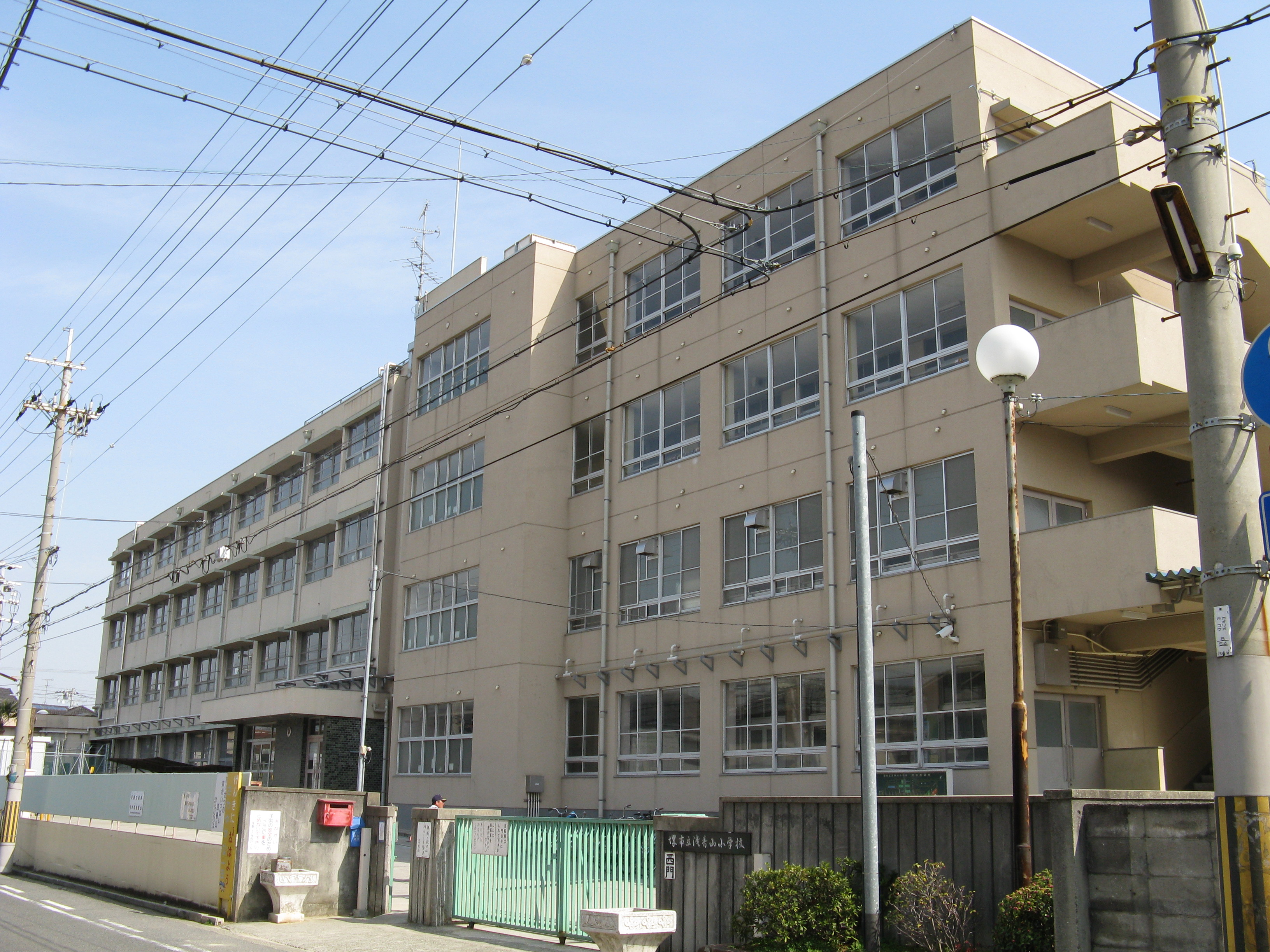
堺市立浅香山小学校
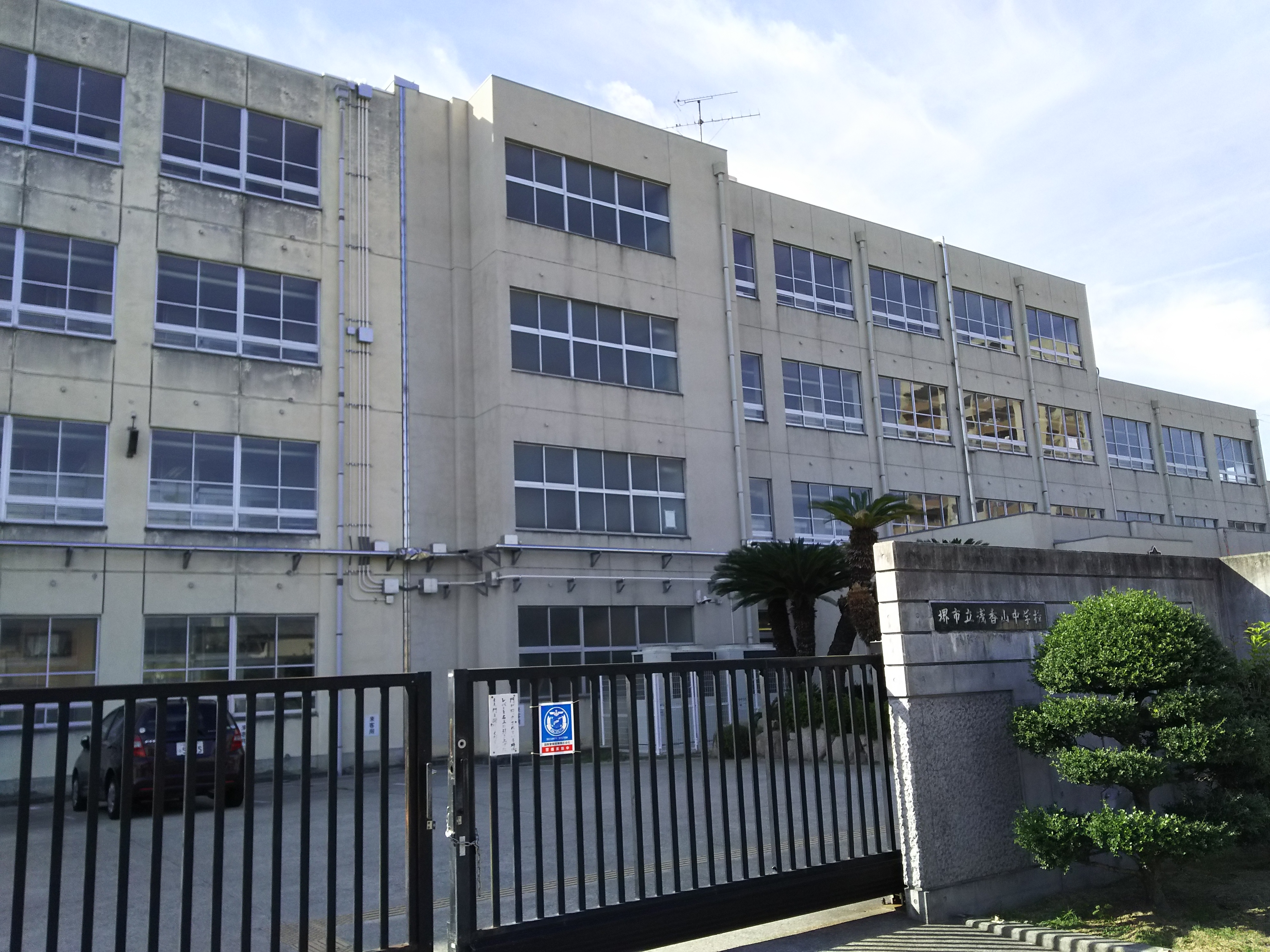
堺市立浅香山中学校